# 朱常清 (趙王)
趙穆王朱常清（1555年—1614年），明朝第二次封的第七代趙王，追封安王朱翊錙嫡长子，追封恭王朱載培庶長孫，康王朱厚煜庶曾長孫。嘉靖四十四年（1565年）襲封趙王，在位四十九年，有善行，被嘉獎。萬曆四十二年（1614年）朱常清去世，諡號穆。長子世子朱由松早卒且無子，七子壽光昭敬王朱由桂亦早卒，三年後朱由桂之子朱慈𢣴就嗣位。
| 大明封国国王                 | 大明封国国王              | 大明封国国王    |
| ---------------------------- | ------------------------- | --------------- |
| 前任： 曾祖父康王朱厚煜      | 明趙國國王 1565年－1614年 | 繼任： 孫朱慈𢣴 |
| 前任： 堂叔祖朱載垸 趙府宗理 | 明趙國國王 1565年－1614年 | 繼任： 孫朱慈𢣴 |